# Cantonul Nancy-Ouest
Cantonul Nancy-Ouest este un canton din arondismentul Nancy, departamentul Meurthe-et-Moselle, regiunea Lorena, Franța.